# Chronologie de la vie d'Hector Berlioz
Pour un article plus général, voir Hector Berlioz.
Cet article propose une chronologie biographique du compositeur français Hector Berlioz (1803-1869). Elle est présentée sous forme de tableau synoptique, en complément de l'article principal.

## Chronologie

### 1803-1820: Enfance et adolescence en Dauphiné
| Année | Biographie                                                                        | Chronique artistique                                                                               | Activité musicale et littéraire                                                                        | Contexte                                                      |
| ----- | --------------------------------------------------------------------------------- | -------------------------------------------------------------------------------------------------- | --- | ------------------------------------------------------------- |
| 1803  | 11 décembre : naissance d'Hector Berlioz.                                         | | |                                                               |
| 1804  |                                                                                   | 1er juin : naissance de Glinka.                                                                    | | 2 décembre : sacre de Napoléon Ier. Premier Empire en France. |
| 1805  |                                                                                   | | |                                                               |
| 1806  | 17 février : naissance d'Anne-Marguerite, dite Nanci Berlioz.                     | | |                                                               |
| 1807  |                                                                                   | | |                                                               |
| 1808  |                                                                                   | 22 décembre : première de la Cinquième Symphonie de Beethoven à Vienne.                            | |                                                               |
| 1809  |                                                                                   | 3 février : naissance de Mendelssohn.                                                              | |                                                               |
| 1810  |                                                                                   | 1er mars : naissance de Chopin. 8 juin : naissance de Schumann. 11 décembre : naissance de Musset. | |                                                               |
| 1811  | Fermeture des séminaires : Hector étudie avec son père, le docteur Louis Berlioz. | 30 août : naissance de Théophile Gautier. 22 octobre : naissance de Franz Liszt.                   | |                                                               |
| 1812  |                                                                                   | | |                                                               |
| 1813  |                                                                                   | 22 mai : naissance de Wagner. 10 octobre : naissance de Verdi.                                     | |                                                               |
| 1814  | 9 mai : naissance d'Adèle Berlioz.                                                | | |                                                               |
| 1815  | Coup de foudre pour Estelle Duboeuf, âgée de 18 ans.                              | | | 18 juin : bataille de Waterloo. Restauration de Louis XVIII.  |
| 1816  |                                                                                   | | Apprentissage du flageolet. Premiers essais musicaux.                                                  |                                                               |
| 1817  |                                                                                   | | Pot-pourri concertant pour flûte, cor et quatuor à cordes, première composition cataloguée.            |                                                               |
| 1818  |                                                                                   | | |                                                               |
| 1819  |                                                                                   | 10 juin : naissance de Courbet.                                                                    | Apprentissage de la guitare. Publication du Dépit de la bergère à Paris, première partition conservée. |                                                               |
| 1820  | 26 juin : naissance de Prosper Berlioz.                                           | | |                                                               |

### 1821-1830: Études à Paris
| Année | Biographie | Chronique artistique                                                                                  | Activité musicale et littéraire | Contexte                                                                                                 |
| ----- | --- | --- | --- | --- |
| 1821  | 22 mars : Baccalauréat ès lettres obtenu à l'unanimité, à Grenoble. Départ pour Paris en octobre. 26 novembre : révélation de l'Iphigénie en Tauride de Gluck. | 9 avril : naissance de Baudelaire. 18 juin : première audition du Freischütz de Weber à Dresde.       | | |
| 1822  | Études de médecine, et de musique à la bibliothèque du Conservatoire. | | Premières compositions pour chœur et orchestre. Publication de six mélodies à Paris.                                                                                            | |
| 1823  | Premiers cours particuliers avec Le Sueur. | | 12 août : Premier article de critique musicale. | |
| 1824  | 12 janvier : Baccalauréat ès sciences. | 4 septembre : naissance de Bruckner.                                                                  | août-décembre : composition de la Messe solennelle. 27 décembre : répétition désastreuse de la Messe solennelle. Annulation du concert prévu pour le lendemain.                 | 16 septembre : mort de Louis XVIII. Son frère Charles X lui succède.                                     |
| 1825  | Tensions avec le docteur Berlioz. Nombreux allers-retours entre Paris et La Côte-Saint-André. | | 10 juillet : première audition de la Messe solennelle — succès. | 1er décembre : mort du tsar Alexandre Ier. Son frère Nicolas Ier lui succède. Fin de la Sainte-Alliance. |
| 1826  | juillet : Berlioz est éliminé dès la première épreuve du prix de Rome. Inscription au Conservatoire, dans les classes de Le Sueur et Reicha. | 5 juin : mort de Weber.                                                                               | septembre-octobre : composition de l'ouverture des Francs-juges. | |
| 1827  | 28 juillet : la cantate de Berlioz pour le prix de Rome, Orphée déchiré par les bacchantes, est déclarée « inexécutable ». 11 semptembre : Hamlet au théâtre de l'Odéon — coup de foudre pour l'actrice Harriet Smithson. | 26 mars : mort de Beethoven.                                                                          | 22 novembre : deuxième exécution de la Messe solennelle, avec le Resurrexit révisé. Première expérience de chef d'orchestre pour Berlioz.                                       | |
| 1828  | 2 août : second prix de Rome, avec la cantate Herminie. | 19 novembre : mort de Schubert.                                                                       | février : composition de l'ouverture Waverley. 26 mai : premier concert entièrement consacré à des œuvres de Berlioz. septembre-octobre : composition des Huit scènes de Faust. | |
| 1829  | 10 avril : envoi des Huit scènes de Faust à Goethe, qui ne répond pas. 1er août : Cléopâtre, cantate pour le prix de Rome, massacrée par la chanteuse et jugée trop audacieuse par le jury. Aucun prix de Rome n'est décerné. 1er novembre : concert Berlioz au Conservatoire, sous la direction de Habeneck. 3 novembre : visite de Gérard de Nerval. | 3 août : première audition de Guillaume Tell de Rossini.                                              | | |
| 1830  | mars : début de la liaison avec Camille Moke. 21 août : premier grand prix de Rome. 4 décembre : rencontre avec Franz Liszt. | 25 février : bataille lors de la première représentation d'Hernani de Victor Hugo. Berlioz y assiste. | février : publication du Ballet des ombres et des neuf Mélodies irlandaises. 5 décembre : première audition de la Symphonie fantastique — triomphe.                             | 27-29 juillet : Révolution à Paris. Louis-Philippe Ier devient roi des Français.                         |

L'autorisation parentale étant nécessaire pour qu'un jeune homme de moins de trente ans puisse se marier, Hector Berlioz écrit à son père le 5 juin 1830 pour pouvoir épouser Camille Moke. L'autorisation lui est accordée le 15 ou le 16 juin 1830, en précisant qu'il ne recevra plus qu'une allocation très faible, ce qui indispose la mère de Camille.

### 1831-1840: sous la monarchie de Juillet
| Année | Biographie | Chronique artistique | Activité musicale et littéraire | Contexte                                                                                                |
| ----- | --- | --- | --- | --- |
| 1831  | 1er mars : Arrivée en Italie. 10 mars : Arrivée à Rome. Rencontre avec Mendelssohn et Glinka. 15 avril : Annonce du mariage de Camille Moke avec Camille Pleyel. Berlioz part en direction de Gènes et Nice, avec l'intention de les tuer et de se suicider. Il renonce à ce projet à Nice, vers le 21 avril. | 9 mars : Paganini donne son premier concert à Paris. | 29 avril-16 mai : composition de l'ouverture Le Roi Lear et de certaines parties de Lélio ou le Retour à la vie. | |
| 1832  | 2 mai : départ de Rome. 7 novembre : arrivée à Paris. Rencontres d'Alexandre Dumas, Eugène Sue et Joseph d'Ortigue. | | 1er-15 février : composition de La captive, sur un poème de Victor Hugo. 9 décembre : première audition de la Symphonie fantastique suivie de Lélio — triomphe, « un événement dans l'histoire du romantisme ». 30 décembre : nouveau concert, première audition de La captive dans sa version pour chant, violoncelle et piano. | |
| 1833  | 1er mars : accident de Harriet Smithson, qui se casse une jambe. 3 octobre : mariage d'Hector et Harriet, malgré l'opposition de la famille Berlioz. Liszt est le témoin du marié. avril : installation à Montmartre. 22 décembre : rencontre avec Paganini. | 7 mai : naissance de Brahms. 12 novembre : naissance de Borodine. | 12 juin : Reprise des activités de critique musical, pour faire face à une situation financière difficile. 22 décembre : Concert Berlioz, première audition de l'ouverture du Roi Lear. | |
| 1834  | 14 août : naissance de Louis Berlioz. | 26 janvier : première audition de la Neuvième symphonie de Beethoven à Paris. Berlioz en est bouleversé. | février-juin : composition d'Harold en Italie, répondant à une demande de Paganini en janvier. août : composition du Chant des ciseleurs pour Benvenuto Cellini, dont certains vers sont de Vigny. 23 novembre : première audition d'Harold en Italie, avec Chrétien Urhan à l'alto. | 9-15 avril : Révolte des canuts de Lyon.                                                                |
| 1835  | Tentatives de relancer la carrière de Harriet Smithson, en vain. Très malade en juillet, situation financière très difficile en août. | 12 février : première représentation de Chatterton de Alfred de Vigny. Berlioz y assiste, invité par l'auteur. 9 octobre : naissance de Saint-Saëns.                                                                                                   | 3 mai : Concert Berlioz — « insuccès total », en l'absence du roi et de la reine, qui avaient promis d'y assister. Nouveaux concerts le 4 juin, le 25 juin et le 22 novembre. été : composition du Cinq mai. | |
| 1836  | janvier : situation financière proche de la détresse. 21 février : reprise des relations épistolaires avec la famille Berlioz. mars : retour sur scène de Harriet Smithson — succès. septembre : déménagement au 31 ou 35 rue de Londres. 17 décembre : dernière apparition de Harriet Smithson en public. | 29 février : première audition des Huguenots de Meyerbeer. Berlioz y assiste avec son épouse. 28 mai : mort de Reicha. | Composition de Benvenuto Cellini. 4 et 18 décembre : Concerts Berlioz sous la direction du compositeur — grand succès. | |
| 1837  | février : grippé, le compositeur doit travailler au lit. 8 mars : commande du Requiem. fin décembre : remboursement des frais engagés par le compositeur pour cette œuvre. | 2 janvier : naissance de Balakirev. 6 octobre : mort de Le Sueur. | Orchestration de Benvenuto Cellini. avril : composition du Requiem, achevé le 29 juin. 5 décembre : première audition du Requiem, en présence des fils du roi, après une période difficile d'hésitations et de reports par le gouvernement — succès « immense et général ». | 20 juin : Victoria devient reine du Royaume-Uni de Grande-Bretagne et d'Irlande.                        |
| 1838  | 23 janvier : paiement du Requiem par le ministère de l'Intérieur, à la suite des protestations du compositeur. 18 février : mort de Joséphine Berlioz. Berlioz ne peut assister à l'enterrement de sa mère, à La Côte-Saint-André. 20 octobre : arrivée à Paris de Prosper Berlioz, qui voit souvent son frère. 18 décembre : Berlioz, très malade, reçoit 200 000 francs de Paganini. 22 décembre : nomination au poste de sous-bibliothécaire au Conservatoire. | juin : première audition à Cologne de l'ouverture Les Francs-juges, sous la direction de Mendelssohn. 25 et 26 juin : première audition à Lille du Lacrymosa du Requiem sous la direction de Habeneck — grand succès. 25 octobre : naissance de Bizet. | janvier-février : composition de l'ouverture de Benvenuto Cellini. 10 septembre : première audition de Benvenuto Cellini — désastre. Deux représentations, les 12 et 14 septembre. | |
| 1839  | 15 janvier : mort de Prosper Berlioz. janvier : le couple Berlioz est atteint de pneumonie. 2 avril : mariage d'Adèle Berlioz avec le notaire Marc Suat. 10 mai : chevalier de la Légion d'honneur. Berlioz choisit Meyerbeer comme parrain. | 21 mars : naissance de Moussorgski. | 11 janvier : dernière représentation de Benvenuto Cellini. L'opéra est retiré de l'affiche. 2 janvier-8 septembre : composition de Roméo et Juliette. 24 novembre : première audition de Roméo et Juliette, sous la direction de Berlioz — triomphe. Wagner, qui assiste à la troisième audition, le 15 décembre, est profondément impressionné. | |
| 1840  | janvier : Louis Berlioz a la rougeole. 12 février : naissance de Joséphine Suat, nièce de Berlioz. mars : commande de la Symphonie funèbre et triomphale par le ministère de l'Intérieur. 15-20 septembre : voyage à La Côte-Saint-André, pour voir son père. 13 novembre : vingt-quatre heures de prison pour avoir manqué à son devoir de garde national le 30 juillet.                                                                                         | 7 mai : naissance de Tchaïkovski. 27 mai : mort de Paganini. 24-26 juin : première audition du Requiem à Munich. | 3 mars : composition de la Villanelle, première mélodie des futures Nuits d'été. juin-juillet : composition de la Symphonie funèbre et triomphale. 28 juillet : première audition de la Symphonie funèbre et triomphale, sous la direction de Berlioz en uniforme, et en plein air. Nouvelles exécutions le 7 et le 14 août, salle Vivienne. Wagner y assiste, admiratif. 1er novembre : concert de 450 musiciens à l'Opéra, sous la direction de Berlioz. Œuvres diverses, dont la première audition en France d'Athalia de Haendel. | 15 décembre : retour des cendres de Napoléon. Berlioz dirige un concert de ses œuvres à cette occasion. |

Parmi les concerts parisiens d'œuvres de Berlioz, celui du 9 décembre 1832, sous la direction de Habeneck, est un des plus marquants : dans le public sont présents Liszt, Chopin et Paganini parmi les musiciens, Hugo, Dumas, Vigny, Gautier et George Sand parmi les écrivains. Surtout, Harriet Smithson assiste à l'exécution de l'intégrale des Épisodes de la vie d'un artiste et en comprend les allusions amoureuses. Berlioz en témoigne dans ses Mémoires. Il obtient enfin de lui être présenté, dès le lendemain du concert.
Le 25 novembre 1838, Habeneck dirige un premier « Concert Berlioz », en remplacement du compositeur malade. Le 16 décembre, Berlioz dirige le second concert, en présence de Paganini qui découvre Harold en Italie. Le violoniste virtuose monte sur la scène, s'agenouille devant Berlioz et lui embrasse la main.

### 1841-1850: Premières tournées de concerts (Europe centrale et Angleterre)
| Année | Biographie | Chronique artistique | Activité musicale et littéraire | Contexte |
| ----- | --- | --- | --- | --- |
| 1841  | automne : début possible de la liaison avec Marie Recio. 5 novembre : Marie Recio débute à l'Opéra dans le rôle d'Inès de La Favorite de Donizetti. 26 décembre : Marie Recio interprète le page Isolier dans Le Comte Ory de Rossini, toujours grâce à Berlioz. | 18 janvier : naissance de Chabrier. 1er mars : première audition du Requiem à Saint-Pétersbourg. 15 mars : première audition de l'ouverture de Benvenuto Cellini à Londres. 16 juin : retour d'Ingres à Paris. Berlioz dirige le concert pour l'accueillir, dont il a réglé le programme (Gluck, Weber). | 26 mars : composition de Rêverie et caprice. 25 avril : concert avec Liszt pour financer le monument à Beethoven. Wagner y assiste. 9 juin : Première audition du Freischütz de Weber avec les récitatifs composés par Berlioz et l'orchestration de l'Invitation à la valse. 21 novembre : De l'instrumentation (1er article) pour la Revue et gazette musicale. | |
| 1842  | 25 novembre : Candidature à l'Institut, après la mort de Cherubini. Onslow est élu. | 15 mars : mort de Cherubini. 23 mars : mort de Stendhal. 12 mai : naissance de Massenet. | 1er février : Concert, salle Vivienne, sous la direction de Berlioz. Première audition de Rêverie et caprice. Triomphe, auquel assistent Harriet et Louis Berlioz. 20 septembre-20 octobre : tournée de concerts à Bruxelles et Francfort. 12 décembre : nouvelle tournée de concerts, avec Marie Recio (Bruxelles, Francfort, Stuttgart).                        | |
| 1843  | 17 janvier : Tentative de fuir Marie Recio, à Francfort. Elle rejoint le compositeur, dès le lendemain, à Weimar. | | 14 Concerts en Allemagne, jusqu'en juin. Rencontres avec Mendelssohn et le couple Schmumann à Leipzig, Wagner à Dresde. Le roi de Prusse modifie son emploi du temps pour assister à un concert à Berlin. Voyage musical en Allemagne, publié du 13 août au 21 octobre, traduit dans la presse allemande du 19 octobre au 14 décembre.                            | |
| 1844  | Septembre : séjour à Nice, où est composée l'ouverture du Corsaire. | 18 mars : naissance de Rimski-Korsakov. | Janvier : publication du Traité d'instrumentation et d'orchestration. 3 février : Concert Berlioz, création d'Absence avec Marie Recio, et du Carnaval romain, qui est bissé. 18 février-28 juillet : Euphonia en feuilletons dans la Revue et gazette musicale. Novembre : composition de la Marche funèbre pour la dernière scène d'Hamlet.                     | |
| 1845  | 10-12 août : Berlioz assiste aux fêtes organisées pour l'inauguration de la statue de Beethoven à Bonn. | 12 mai : naissance de Fauré. | 19 janvier : concert au Cirque Olympique, première audition de l'ouverture du Corsaire. novembre : composition de Zaïde pour chant et piano, et orchestration. Début de composition de La Damnation de Faust. 29 novembre : concert à Vienne, première audition de Zaïde.                                                                                         | |
| 1846  | | | | |
| 1847  | 4 juin : ordre de l'Aigle rouge de Prusse. | 4 novembre : mort de Mendelssohn. | | 23 décembre : fin de la conquête de l'Algérie par la France. |
| 1848  | | | | 22-25 février : Révolution à Paris. 20 décembre : Louis-Napoléon Bonaparte devient président de la République. mars-octobre : Révolution à Vienne. 2 décembre : François-Joseph Ier devient empereur d'Autriche. |
| 1849  | | 17 octobre : mort de Chopin. | | |
| 1850  | 4 mai : mort de Nanci Berlioz. | 18 août : mort de Balzac. | | |

### 1851-1860: sous le Second Empire
| Année | Biographie                                                                                 | Chronique artistique                                                             | Activité musicale et littéraire                            | Contexte |
| ----- | ------------------------------------------------------------------------------------------ | -------------------------------------------------------------------------------- | ---------------------------------------------------------- | --- |
| 1851  |                                                                                            | 14 janvier : mort de Spontini. 27 mars : naissance de Vincent d'Indy.            |                                                            | 2 décembre : coup d'état de Napoléon III. Chute de la Deuxième République.                                                 |
| 1852  | 22 novembre : ordre du Faucon blanc de Saxe, reçu des mains du grand-duc Charles-Frédéric. |                                                                                  |                                                            | 14 janvier : plébiscite instaurant le Second Empire français.                                                              |
| 1853  |                                                                                            |                                                                                  |                                                            | 4 octobre : déclaration de guerre en Crimée.                                                                               |
| 1854  | 3 avril : croix des Guelfes de Hanovre.                                                    |                                                                                  |                                                            | |
| 1855  |                                                                                            | 26 janvier : mort de Gérard de Nerval.                                           |                                                            | 2 mars : mort du tsar Nicolas Ier. Son fils Alexandre II lui succède. 15 mai-15 novembre : Exposition universelle à Paris. |
| 1856  |                                                                                            | 29 juillet : mort de Schumann.                                                   |                                                            | 30 mars : fin de la guerre de Crimée.                                                                                      |
| 1857  |                                                                                            | 2 mai : mort de Musset.                                                          |                                                            | |
| 1858  |                                                                                            |                                                                                  |                                                            | |
| 1859  |                                                                                            |                                                                                  |                                                            | 4 juin : Bataille de Magenta.                                                                                              |
| 1860  | 2 mars : mort d'Adèle Berlioz.                                                             | 25 janvier : concerts de Wagner à Paris. 7 juillet : naissance de Gustav Mahler. | 9 février : Non credo, article pour le Journal des débats. | 24 mars : Traité de Turin rattachant le duché de Savoie et le comté de Nice à la France.                                   |

### 1861-1870: Dernières tournées de concerts (Europe centrale, Russie)
| Année | Biographie | Chronique artistique | Activité musicale et littéraire | Contexte                                                         |
| ----- | --- | --- | ------------------------------- | ---------------------------------------------------------------- |
| 1861  | | 13 mars : première audition parisienne de Tannhäuser de Wagner. |                                 | 17 mars : proclamation du royaume d'Italie.                      |
| 1862  | | 2 mai : naissance de Maurice Emmanuel. 22 août : naissance de Debussy. |                                 |                                                                  |
| 1863  | 19 avril : ordre de la maison de Hohenzollern, reçu des mains du grand-duc Constantin, sur scène, à l'issue d'un concert à Löwenberg. | 13 août : mort de Delacroix. 17 septembre : mort de Vigny. |                                 |                                                                  |
| 1864  | 12 août : officier de la Légion d'honneur. Rossini est promu grand-officier, dans la même promotion.                                  | 2 mai : mort de Meyerbeer. 11 juin : naissance de Richard Strauss. |                                 | 2 mars : Louis II devient roi de Bavière.                        |
| 1865  | | 10 juin : première audition de Tristan und Isolde de Wagner à Munich. 9 juillet : naissance d'Albéric Magnard. 1er octobre : naissance de Paul Dukas. 8 décembre : naissance de Jean Sibelius. |                                 |                                                                  |
| 1866  | | 1er avril : naissance de Busoni. 17 mai : naissance d'Erik Satie. |                                 | 3 juillet : Bataille de Sadowa.                                  |
| 1867  | | 14 janvier : mort d'Ingres. 31 août : mort de Baudelaire. 27 novembre : naissance de Charles Koechlin.                                                                                         |                                 |                                                                  |
| 1868  | | 13 novembre : mort de Rossini. |                                 |                                                                  |
| 1869  | 8 mars : mort d'Hector Berlioz. | 28 février : mort de Lamartine. 5 avril : naissance d'Albert Roussel. |                                 |                                                                  |
| 1870  | | | Publication des Mémoires.       | 19 juillet : déclaration de guerre entre la France et la Prusse. |